# Miss Star Internacional
Miss Star International es un concurso de belleza internacional anual para mujeres transgénero dirigido por la empresa Thara Wells International S.L. y la Organización Miss Star International con sede en Barcelona, España. La actual Miss Star Internacional es Veso Golden de Nigeria, quien fue coronada el 15 de octubre de 2023 en el salón de eventos del Hotel Atzavara, en Santa Susana (Barcelona). Miss Star International es un concurso de belleza para mujeres transgénero. Se realizó por primera vez en 2010 y la ganadora cumple como embajadora de buena voluntad por los derechos de las mujeres transgénero y del colectivo LGBTI.
La próxima edición de Miss Star International 2024 se realizará el sábado 14 de diciembre de 2024 en São Paulo, Brasil.
El certamen Miss Star International se diferencia de otros certámenes para mujeres transgénero por su labor social denominada BEYOND THE CROWN . Competición especial donde todas las candidatas comparten un día completo de foro y actividades para contrastar historias de vida, situaciones de riesgo para el colectivo LGBTI y las políticas de estado de los diferentes países representados. 

## Ganadoras
| Año  | Nombre           | Nación      | Número de participantes |
| ---- | ---------------- | ----------- | ----------------------- |
| 2023 | Veso Golden      | Nigeria     | 23                      |
| 2022 | Tiffany Colleman | Nicaragua   | 28                      |
| 2019 | Ava Simões       | Angola      | 28                      |
| 2018 | Kulchaya Tansiri | Tailandia   | 19                      |
| 2017 | Biw Kanitnum     | Tailandia   | 30                      |
| 2016 | Rafaela Manfrini | Brasil      | 28                      |
| 2015 | Vanessa López    | Chile       | 25                      |
| 2013 | Jade Gómez       | Puerto Rico | 15                      |
| 2012 | Lavine Holanda   | Rusia       | 16                      |
| 2010 | Bruna Geneve     | Suiza       | 16                      |